# Parotia lawesii
El ave del paraíso de Lawes (Parotia lawesii) es una especie de ave paseriforme de la familia Paradisaeidae endémica del sur y este de la isla de Nueva Guinea. Mide algo más de 27 cm. 